# Santiago Luna

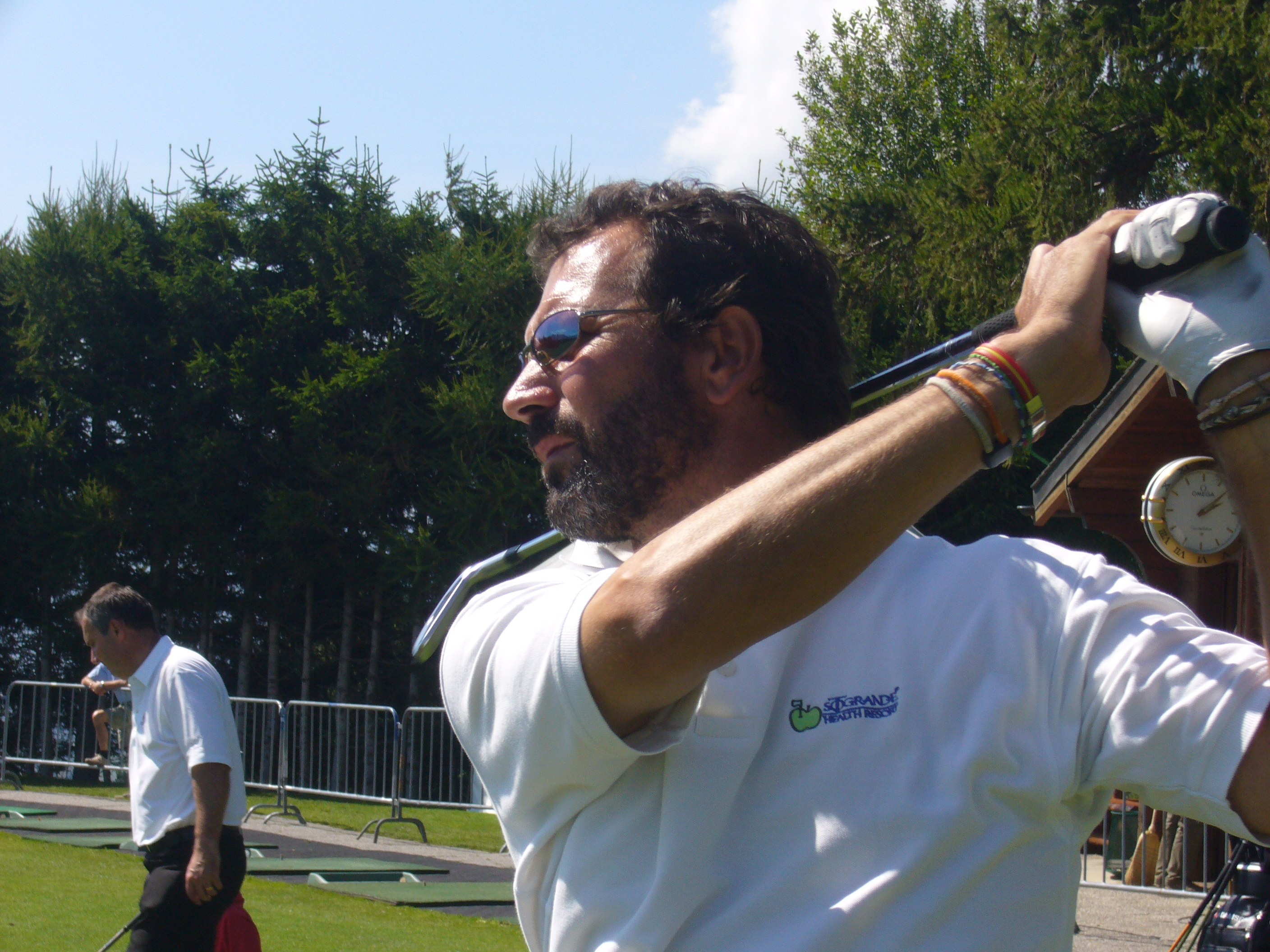

Santiago Luna es un golfista español nacido en Madrid el 29 de noviembre de 1962. Profesional desde 1982, necesitó jugar doce años en el circuito europeo para lograr su primer título, el torneo de Madeira. Aunque no volvió a ganar otro título en el circuito europeo, se ha adjudicado en tres ocasiones el trofeo rey Hasan II de Marruecos, además de ganar en tres ocasiones el circuito nacional. En 1999 consiguió tres terceros puestos, además de vencer al gran Tiger Woods en la Dunhill Cup. Ha estado incluido doce veces entre los cien primeros del orden del mérito europeo, siendo su mejor puesto el 31° que obtuvo en 1998. Ha representado a España tanto en la Dunhill Cup como en la copa del Mundo de golf.
En agosto de 2013 gana el Scottish Hydro Senior Open, primera victoria dentro del circuito europeo de veteranos.

## Palmarés
Circuito Europeo
- 1995 Madeira Island Open (European Tour)

Otros títulos
- 1988 Les Bulles Laurent-Perrier (Francia), Campeonato de España
- 1990 Campeonato de España
- 1992 Campeonato de España
- 1998 King Hassan II Trophy (Marruecos)
- 1999 Oki Telepizza - APG (España)
- 2000 Campeonato de España
- 2002 King Hassan II Trophy (Marruecos)
- 2003 King Hassan II Trophy (Marruecos)
- 2013 Scottish Hydro Senior Open (Escocia)
- 2014 ISPS Handa PGA Championship (Reino Unido)

- Datos: Q327334
- Multimedia: Santiago Luna / Q327334